# 鐵血演說

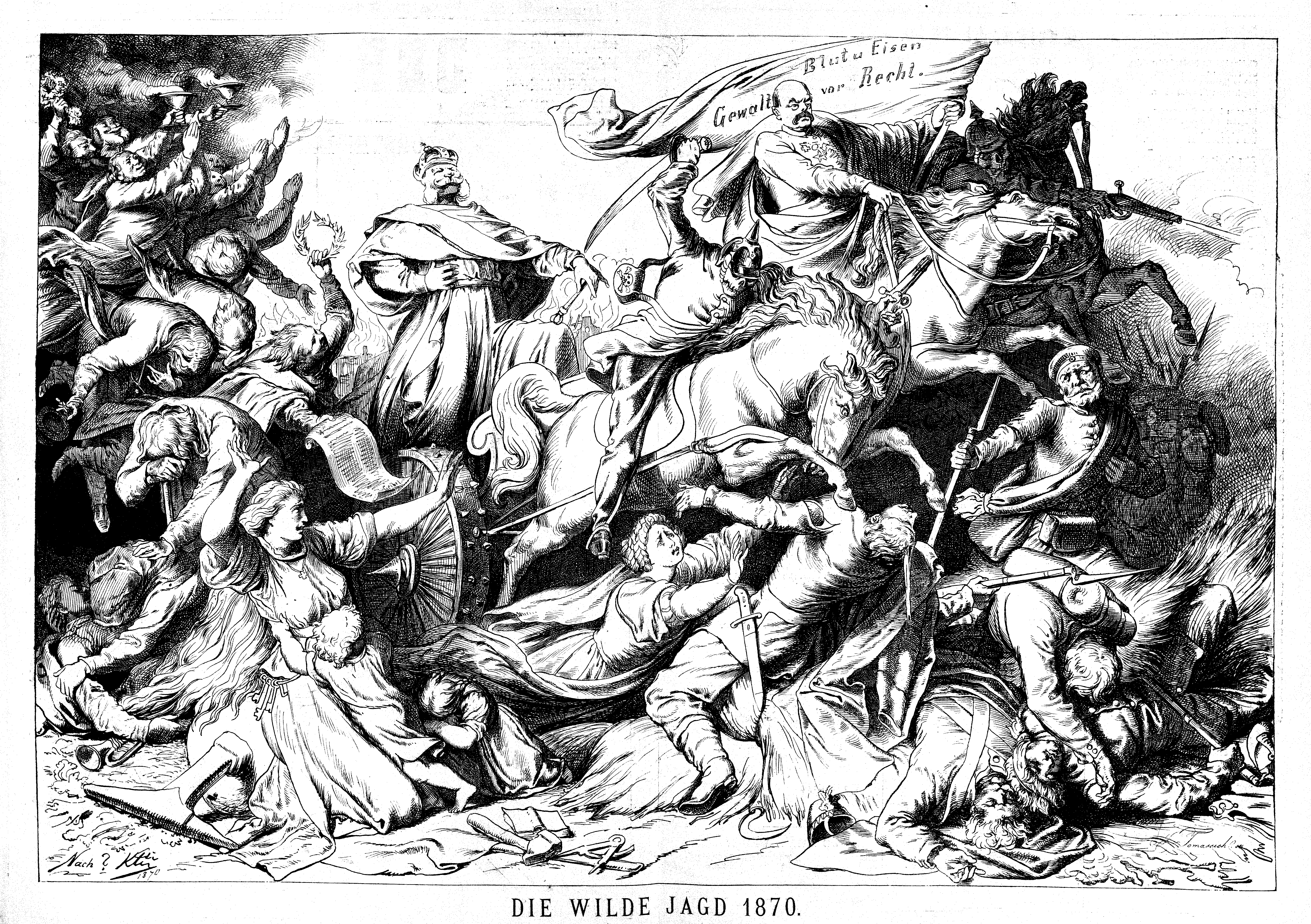
《狂猎1870年》：普法战争的战场上，普鲁士首相俾斯麦举着一面写有“血与铁/暴力优先于正义”的旗帜，左右陪伴着象征死亡的骷髅。普鲁士国王威廉一世乘坐凯旋战车紧随其后。这位君主向场边半绝望半热情的人群展示了自己胜利的胜利者。旗帜上出现的“血与铁”——这是俾斯麦在 1862年9月30日的一次演讲中所说的。此外俾斯麦于1863年1月27日发表演讲，“强权先于公理”（Macht geht vor Recht）这句话正是出自他之口。在旗帜中，这句话被改为“武力高于法律”。这是由卡雷尔·克利奇（Karel Klíč）于1870年12月25日为奥地利讽刺报纸《跳蚤》（Der Flea）绘制的漫画

「铁血演说」（德語：Blut und Eisen）是一种语言意象，其早期历史起源可以追溯到铁质武器。在德国该术语主要自拿破仑战争以来一直被使用。在19世纪和20世纪初，“血与铁”与通过军事手段建立德意志民族国家或军事强国的理念联系在一起。1862年9月30日普鲁士宪政冲突期间，普鲁士首相奥托·冯·俾斯麦在普鲁士众议院预算委员会发表的演讲使“铁血”这句口号发扬光大。无论是首相的反对者还是支持者，都将这对词视为俾斯麦政治的一种策略：“铁血”的目的是通过外交政策的成功来分散人们对国内政治紧张局势的注意力。
在三场德国统一战争的影响下，这个词后来发展成为德意志帝国的建国神话。俾斯麦因此用“血与铁”暴力打破了欧洲其他列强对统一德意志国家长达数百年的抵抗，并通过共同的武器将德意志各邦焊接在一起。德意志帝国社会中军队和专制国家的统治地位很大程度上就是基于这种叙述。第一次世界大战后，“铁血”代表了右翼极端势力与实力弱小的魏玛共和国政府的历史对比。国家社会主义者试图将自己置于俾斯麦“铁血”政策的外交政策传统之中。

## 历史
1862年，普魯士議會拒絕通過威廉一世國王提出的增加軍費要求，國王遂委任俾斯麥為首相兼任外相。數日後，俾斯麥在議會預算委員會前，強調準備軍事的重要。他的演說總結如下：
| “ | 普魯士在德意志的地位，不取決於它的自由主義，而是取決於它的力量……普魯士必須集中力量，而且維持力量以待適當時機，這時機來臨了好幾次，也離開好幾次了。自從維也納諸條約以來，我們的邊界劃分得太差了，不利於健全政治。當代的重大問題不是通過演說和多數派決議所能解決的（這正是1848和1849年的重大過失），而是要用鐵和血來解決！ | ” |

儘管俾斯麥是出色的外交家，但他的外交政策也有時被稱為「鐵血政策」，因他偶爾訴諸戰爭，促使德意志統一和在歐洲大陸擴張。